# Voyage (band)
Voyage was een Franse disco- en pop/funk-band.

## Bezetting
- Marc Chantereau[2] (keyboards, zang)
- Pierre-Alain Dahan[3] (drums, zang)
- Sauveur Mallia[4] (basgitaar)
- André 'Slim' Pezin[5] (gitaar, zang)
- Sylvia Mason[6] (leadzang)

## Geschiedenis
Sylvia Mason-James zong op de eerste twee albums van de band Voyage (1977) en Let's Fly Away (1978). Voor hun volgende twee albums werd Dahan leadzanger op Voyage 3 (1980) en One Step Higher (1982) en wijzigde de sound van de band van disco naar funk/pop.
Voor Voyage werkten in 1975 de vier leden Pezin, Chantereau, Dahan en Mallia samen in de band V.I.P. Connection met de twee discosongs Please Love Me Again en West Coast Drive.
Het was dezelfde groep muzikanten, reeds bekend als goede muzikanten in opnamestudio's of bij liveoptredens in Frankrijk, in het bijzonder bij hun werk met artiesten als Manu Dibango, Cerrone, Alex R. Costandinos & the Synchophonic Orchestra, Michel Sardou voor Slim Pezin; Michel Legrand, Jean Musy, Cerrone, Bernard Lavilliers voor Sauveur Mallia; Léo Ferré, Michel Delpech, Guy Béart of Johnny Hallyday voor Marc Chantereau; Nino Ferrer, Jean-Claude Petit, Stéphane Grappelli en meer voor Pierre-Alain Dahan.
Tussen eind jaren 1960 tot midden jaren 1970, hadden ze ervaren en veel gevraagde muzikanten gehoord in Frankrijk, Europa en wereldwijd, in verscheidene muziekstijlen: jazz met Grappelli, Franse chansons met Ferré, wereldmuziek en jazz met Dibango, rock met Halliday en Franse popmuziek met Sardou en Delpech.
Hun enige Billboard Hot 100-notering was Souvenirs (#41, 1979) Ze hadden meer succes in de Amerikaanse Hot Dance Club Play-hitlijst, waar de twee albums Voyage (1978) en Fly Away (1979) de toppositie innamen.
In het Verenigd Koninkrijk had de band drie hitsingles: een dubbele A-kant From East To West/Scotch Machine. Laatstgenoemde bereikte de 13e plaats in 1978, terwijl in hetzelfde jaar Souvenirs de 56e plaats haalde. Ook populair was de song Lady America. Hun laatste inbreng in de hitlijst was in 1979 met Let's Fly Away (#38).
In hun eigen land Frankrijk hadden ze succes in de Parijse nachtclubs, met uitgebreide uitzendingen op de Franse radio en een aanvaardbare aanwezigheid op televisie om hun songs te promoten. Ze konden slechts drie singles plaatsen in de hitlijst: From East to West (#20, 1978), Souvenirs (53, 1979) en Tahiti – Tahiti (#43, 1979). Desondanks hadden de vier muzikanten gefaald om hetzelfde succes te creëren in de Verenigde Staten met hun Franse plaatverkopen. Ondanks de kwaliteit van hun albums, konden ze hun songs I Don't Want To Fall In Love Again (1980) en Let's Get Started (1982) niet plaatsen. De vier muzikanten gingen verder met het maken van albums met een meer funky sound dan disco, dat onderwijl in onbruik was geraakt.
In Nederland had de groep een grote hit met de single "Discotch". Dit was een compilatie remix van vier nummers (Tahiti, Tahiti, Scotch Machine, Bayou Village, Latin Odyssey) gemaakt door de Nederlandse DJ Eric Benjamin. Het nummer behaalde een piekpositie op 28 juni #18 in de Nederlandse Top 40 en stond totaal 9 weken in deze hitlijst.
Na de ontbinding van Voyage gingen de leden bescheiden verder als solomuzikanten in de Franse opnamestudio's voor vele Franse zangers, zoals Françoise Hardy, Alain Chamfort, Mylène Farmer, Guesch Patti, Jean-Louis Murat en anderen, steeds in andere muziekstijlen of in het schrijven, de arrangementen en de producties. Bijvoorbeeld werkte Pezin aan de Franse film-soundtrack Betty Blue (1986) en was hij producent van de Franse hit Caressé Mwen (1987) van Marijosé Alie. Mallia werkte aan verschillende muziekfilm-soundtracks als Moonstruck (1987) met Cher, Breakfast of Champions (1999) met Bruce Willis en vele andere projecten. Chantereau en Dahan werkten ook aan meerdere muziekprojecten.

## Discografie

### Singles
- 1977: From East to West / Point Zero
- 1978: Souvenirs / Kechak Fantasy
- 1978: Tahiti, Tahiti... / Tahiti, Tahiti... (instrumentale versie)
- 1979: Let's Fly Away / Kechak Fantasy and Eastern Trip
- 1980: I Don't Want To Fall In Love Again / I Love You Dancer
- 1981: Discotch / Souvenirs
- 1981: Nowhere To Hide / Magic In The Groove
- 1982: Let's Get Started / One Step Higher
- 1982: Follow The Brightest Star / Come And Get It

### Albums (Sirocco Records)
- 1977: Voyage
- 1978: Fly Away
- 1980: Voyage 3
- 1982: One Step Higher

Instrumentale albums (Sirocco Records)
- 1978: Voyage – Spécial Instrumental
- 1979: Voyage – Spécial Instrumental (Volume 2)
- 1982: Voyage - Spécial Instrumental (Volume 3)

### Compilaties (Sirocco Records)
- 1989: The Best Of Voyage
- 1991: The Best Of Voyage: "Souvenirs"